# جوي ويليامز
جوي إليزابيث ويليامز (Joy Elisabeth Williams)  هي مغنية وكاتبة أغاني أمريكية حائزة علي أربعة جوائز غرامي من مواليد 14 نوفمبر 1984.

## روابط خارجية
- جوي ويليامز على موقع IMDb (الإنجليزية)
- جوي ويليامز على موقع ميوزك برينز (الإنجليزية)
- جوي ويليامز على موقع أول ميوزيك (الإنجليزية)
- جوي ويليامز على موقع ديسكوغز (الإنجليزية)